# Библиография на Кирил Кадийски

## Книги
- Небесни концерти, стихотворения, Български писател, 1979
- Гърне с опашка, стихотворения за деца, Народна младеж, 1982
- Ездач на мраморни коне, стихотворения, Български писател, 1983
- Пясъчно време, стихотворения, Български писател, 1987
- Ламентации, 9 стихотворения, Самиздат, 110 екземпляра, 1988, 1993
- Сме ли смели?, стихотворения за деца, Отечество, 1989
- Перо от феникс и други стихотворения, Самиздат, 50 екз., 1988, Български писател/ Златорог, 1991
- Между двойна бездна, стихове, есета, преводи, Народна младеж, 1990
- Преди да възкръснеш, поема с илюстрации от Николай Панайотов, издание на автора, 1990
- Археология, поема, библиофилско ръкописно издание в 13 екз. с илюстрации от Владимир Величкович, Арл, 1990
- Пепел, дванадесет еротични стихотворения от неизвестен арабски поет от IX в., библиофилско ръкописно издание в 13 екз., Париж, 1990
- Господни делници, седем стихотворения, илюстрирани от Николай Панайотов, в 555 екз., 55 от които на луксозна хартия и номерирани от 1 до 50 и от I до V, Нов Златорог, 1992
- О кой и три стихотворения, в 555 екз., първите 55 от които на герипт и номерирани от 1 до 50 и от I до V, Нов Златорог, 1994
- Поезия, с оформление и илюстрации на Румен Скорчев, в 333 екз., първите 33 от които подвързани на ръка от Николай Ликовски и номерирани от I до VII и от 1 до 25, Народна култура, 1995
- Още нещо (палиндроми), I и II допълнено издание по 55 номерирани екз., извън продажба, Нов Златорог, 1995
- Денонощен град, библиофилско издание с фотографии от Румен Георгиев-Рум, в 567 екз., първите 167 от които извън продажба и номерирани от I до XVII и от 1 до 150, ЕА Плевен, 1996
- Експрес, 10 есенни импресии, библиофилско издание в 55 номерирани екз., Нов Златорог, 1997
- Живее в тоя странен град поетът, Издателско ателие „Аб“, 1997, (Награда Златната метафора)
- Кирил Кадийски. Съчинения в три тома(том I – Поезия, том II – Прози, том III – Преводи), ЕА Плевен, 1997
- Петте годишни времена, с илюстрации от Николай Панайотов в 156 номерирани екз., първите от които с по 4 оригинални рисунки и подписани от автора и художника, Нов Златорог, 1998
- Сонети, с предговор от Светлозар Жеков, Библиофилско издателство Ликовски, 1999
- Още нещо (палиндроми), III допълнено и преработено издание издание, Нов Златорог, 2000
- Вечеря в Емаус, с предговор от Жан Оризе, Издателство Захарий Стоянов, 2000
- Стихотворения, луксозно библиофилско издание в 17 екз, с по една оригинална рисунка от Николай Панайотов, Нов Златорог, 2000
- Смъртта на бялата лястовица и тринадесет нови сонета, Нов Златорог, 2001
- Green, Нов Златорог, 2002
- Кирил Кадийски – Поезия, Николай Панайотов – Живопис, луксозно двуезично издание на български и френски, с разговор на Силвия Вагенщайн с двамата автори, Колибри, 2002
- Между двойна бездна – стихове, есета и преводи, Университетско издателство Св. Климент Охридски, 2003
- Нови сонети, с пет рисунки от Николай Панайотов, Нов Златорог, 2003
- Черепът на Йорик (45 всекидневни стихотворения), Нов Златорог, 2004
- Черепът на Йорик и други стихотворения, Издателство Захарий Стоянов, Университетско издателство Св. Климент Охридски, 2004
- Седем нови стихотворения, с предговор от Бернар Ноел, Нов Златорог, 2007
- Кирил Кадийски. Съчинения в пет тома (том I – Поезия, том II – Прози, том III – Френски поети, том IV – Славянски поети, V – Литературна анкета на Светлозар Жеков), Издателство Захарий Стоянов, Университетско издателство Св. Климент Охридски, 2007
- Alter ego, с предговор от Светлозар Жеков и въведение към руския цикъл от Олег Хлебников, Нов Златорог, 2008

## Книги, преведени на други езици
- Choix de Poèmes, adaptés du bulgare par Alain Bosquet, Belfond, Paris, 1991
- Plume de phénix et autres poèmes, adaptation: Nicole Laurent-Catrice, Librairie Bleue, 1993
- La ville noctambule, poèmes adaptés du bulgare par Alain Bosquet et Marie Vrinat-Nikolov, ЕА Плевен, 1996,
- La ville noctambule, poèmes adaptés du bulgare par Alain Bosquet et Marie Vrinat-Nikolov, Cahiers Bleus, Librairie Bleue – Poésie, Troyes, 1998
- Дани и ночи, на сръбски, превод Мила Васов, Ars Longa, Белград, 1999
- Vor der Auferstehung, Poem, ins Deutsche übertragen von Elena Birtscheva (Преди да възкръснеш, на български и немски), с илюстрации от Николай Панайотов, в 165 номерирани екз., Издателско ателие „Аб“, 1999
- Díhas cotidianos de dios, presentación, selección y traducción de Rada Panchovska, Málaga, 25 de mayo de 1999
- Sonnets, traduction: Sylvia Wagenstein, Fata Morgana, 2000
- Lamentations, édition de bibliophilie, tiré à 25 exemplaires avec trois dessins originaux de Nicolaï Panayotov dans la traduction de Sylvia Wagenstein, Fata Morgana, 2001
- Les cinq saisons et autres poèmes, traduits du bulgare par Marie Vrinat, adaptation et préface de Jean Orizet, Le Cherche Midi Éditeur, Paris, 2001
- Plume de phénix et autres poèmes, traduits du bulgare par Sylvia Wagenstein & Nicole Laurent-Catrice, deuxième édition augmentée et revue par l’auteur; dessins de Nicolaï Panayotov, Librairie Bleue, Troyes, 2001
- Temps de sable, traduction de Sylvia Wagenstein, L’Esprit des Péninsules / Éditions UNESCO, Paris, 2001
- Cina la Emaus, traducere: Dumitru Ion, Orient-Occident, Bucuresti, 2001
- La mort de l’hirondelle blanche et trieze nouveaux sonnets, traduction de Sylvia Wagenstein, dessins de Nicolaï Maystorov, Fata Morgana, 2002
- Poimata (гръцки език), Превод – Здравка Михайлова, Парусия, 2002
- Вечера во Емаус, превод на македонски: Глигор Стойковски, КНИГА, Скопие, 2002
- La villa noctambule, traduction de Sylvia Wagenstein, photographies de Laurent Mallet, Fata Morgana, 2003
- Poetry, translated by Vladimir Philipov, Nov Zlatorog Publishers, 2005
- Poèmes, traduits du bulgare par Sylvia Wagenstein, Nov Zlatorog, 2006
- Concerts Célestes, traduction de Nicole Laurent-Catrice en collaboration avec l’auteur, Le Cherche Midi Éditeur, Paris, 2006
- Nouveaux sonnets, traduction de Sylvia Wagenstein, dessins de Nicolaï Panayotov, L’Escampette Éditions, 2006
- Poèmes, Poems, traduits du bulgare par Sylvia Wagenstein et Nicole Laurent-Catrice en collaboration avec l’auteur; translated by Ann Diamond, L’Esprit des Péninsules, Paris / Presses Universitaires St. Clément d’Okhrid, Sofia, 2006
- Green, édition de bibliophilie, tiré à 45 exemplaires avec trois dessins originaux de Nicolaï Panayotov dans la traduction de Sylvia Wagenstein, Fata Morgana, 2006
- Tid av sand, sand time („Пясъчно време“ на български, шведски и английски), tolkning av Åsa Ericsdotter efter en översättning från bulgariska av Elena Ivanova; translated by Ann Diamond St. Clement of Okhrid University Press, Sofia, 2007
- Le Crân de Yorick, édition bilingue, illustrée par Wanda Mihuleac, traduction du bulgare par Sylvia Wagenstein, Transignum, Paris, 2008
- Poèmes & Poems, collection Architecture du verbe, traduits du bulgare par Sylvia Wagenstein et Nicole Laurent-Catrice en collaboration avec l’auteur; translated by Ann Diamond, deuxième édition augmenjée et revue, Les belles lettres, Paris, 2009
- Alter ego (с предговор от Светлозар Жеков и въведение към руския цикъл от Олег Хлебников), traduction du bulgare par Sylvia Wagenstein et du russe par l’auteur en collaboration avec Sylvia Wagenstein; translated by Ann Diamond, Нов Златорог, 2009

## Преводни книги на чужди автори
- Владимир Солухин, Избрани стихотворения, Народна култура, 1970, (Награда Димчо Дебелянов)
- Николай Ушаков, Избрани стихотворения, Народна култура, 1972
- Вадим Шефнер, Избрани стихотворения, Народна култура, 1976
- Н. А. Некрасов, Кой в русия живее добре, Народна култура, 1978
- Трима френски поети (Бодлер, Верлен, Рембо), Народна култура, 1978
- Леополд Стаф, Есенен бунт, избрани стихотворения, Народна култура, 1980
- Валентин Катаев, Елмазен мой венец, Народна култура, 1980, (Годишна награда на СПБ)
- Стефан Маларме, Следобедът на един фавън, избрани стихове, Народна култура, 1983
- Шарл Бодлер, Цветя на злото. Малки поеми в проза, Народна култура, 1984, второ преработено и допълнено издание, илюстрирано с литографии на Николай Майсторов, Народна култура, 1991, трето преработено издание, Нов Златорог, 1998, четвърто преработено издание, Издателство Захарий Стоянов, 2007
- Гийом Аполинер, Поезия (съвместно с Драгомир Петров), Народна култура, 1984
- Пол Верлен, Нежни бури, избрани стихове, Народна култура, 1984
- Слово за похода на Игор, библиотека „Ариел“, Народна култура, 1986
- Артюр Рембо, Пияният кораб, избрани стихове, Народна култура, 1987
- Иван Котляревски, Енеида, Народна култура, 1987, (Международна награда ИВАН ФРАНКО)
- Максимилиан Волошин, Слънчева кръв, Народна култура, 1989, (Годишна награда на СПБ)
- Алфонс дьо Ламартин, Езерото и други стихотворения, Нов Златорог, 1991
- Артюр Рембо, Поезия, второ преработено и допълнено издание, Нов Златорог, 1993
- Гийом Аполинер, Поезия, Нов Златорог, 1993
- Ален Боске, Аз съм трима, стихотворения, Нов Златорог, 1993
- Никол Лоран-Катрис, Литургия за камъка, стихове, Нов Златорог, 1995
- Стефан Маларме, Поезия, второ преработено и допълнено издание, Нов Златорог, 1995
- Пол Верлен, Поезия, второ преработено и допълнено издание, Нов Златорог, 1995
- Жан-Батист Поклен Молиер, Тартюф, Нов Златорог, 1993; второ издание 1995
- Жан-Батист Поклен Молиер, Училище за жени, Нов Златорог, 1995
- Жан-Батист Поклен Молиер, Занесеният или всичко наопаки, Нов Златорог, 1995
- Блез Сандрар, Легенда за Новгород, Нов Златорог, 1995
- Жан-Батист Поклен Молиер, Дон Гарсия Наварски, или ревнивият принц, Нов Златорог, 1996
- Жан-Батист Поклен Молиер, Любовна досада, Нов Златорог, 1996
- От Вийон до Виан, антология на френската поезия, Нов Златорог, 1996
- Франсоа Вийон, Стихотворения, на български и френски, Нов Златорог, 1997, (Национална награда Христо Г. Данов 1999 г., за най-добър превод)
- Жан Оризе, Слънчев апокалипсис, Нов Златорог, 1998
- Шарл Бодлер, Пътешествието, на български и френски, с илюстрации от Румен Скорчев, Нов Златорог, 1998
- Жан-Батист Поклен Молиер, Досадниците, Нов Златорог, 1999
- Жан-Батист Поклен Молиер, Училище за мъже, Нов Златорог, 1999
- Жан-Батист Поклен Молиер, Мизантроп, Нов Златорог, 2000
- Блез Сандрар, Поезия, на български и френски, с предговор от Мириам Сандрар, Нов Златорог, 2000
- Филип Жакоте, Поезия, Колибри, 2002
- Виктор Юго, 21 стихотворения, луксозно издание, Нов Златорог, 2003
- Жак Шесекс, Поезия, Нов Златорог, 2003
- Иван Бунин, Листопад и други стихотворения, Захарий Стоянов, 2003
- Антология на френската любовна лирика, Нов Златорог, 2004
- Пол Верлен, Стихотворения, трето допълнено и преработено издание, Нов Златорог, 2004
- Артюр Рембо, Стихотворения, трето допълнено и преработено издание, Нов Златорог, 2004
- Стефан Маларме, Стихотворения, трето допълнено и преработено издание, Нов Златорог, 2004
- Жан-Батист Поклен Молиер, Тартюф, Захарий Стоянов, трето издание, 2004
- Антология на модерната френска поезия, Нов Златорог, 2005
- Пиер Остер, Поезия, Нов Златорог, 2005
- Атила Йожеф, Стихотворения, Литературен форум, 2006
- Антология на модерната италианска поезия, Нов Златорог, 2006
- Жан Оризе, Поезия, Нов Златорог, 2006
- Влада Урошевич, Поезия, Нов Златорог, 2006
- Вячеслав Купрянов, Поезия, Нов Златорог, 2006
- Борис Пастернак, Стихотворения, Захарий Стоянов, библиотека „Ars poetica“, 2006

## Книги за Кирил Кадийски
- Светлозар Жеков. „Кирил Кадийски. Литературна анкета“, Перо, 2003; Захарий Стоянов, 2007.
- „От всекидневното към вечното. Българската и чуждестранна критика за творчеството на Кирил Кадийски – 1967 – 2007“, Балкани, 2007.